# Wanted!
Wanted! ist eine Manga-Kurzgeschichte, die 1992 von Eiichirō Oda gezeichnet wurde.
Eiichiro Oda gewann damit mit 17 Jahren den 44. Tezuka-Preis des Manga-Magazins Shōnen Jump.
Dies war der Beginn seiner Karriere als Mangaka.
Wanted! ist unter großem Stress entstanden. Drei Tage vor Abgabetermin musste Eiichiro Oda noch 7 Seiten zeichnen. Auf dem Weg zur Schule hatte er einen Unfall und musste für einen Tag ins Krankenhaus. Als er endlich nach Hause durfte, zeichnete er die restlichen Seiten unter großen Schmerzen an der Nase fertig. Später stellte sich heraus, dass sie mehrmals gebrochen war.

## Handlung
In Wanted! geht es um einen Revolverhelden im wilden Westen. Sein Name ist Gill Bastar und auf ihn ist ein hohes Kopfgeld ausgesetzt, weil er schon viele Menschen getötet hat. Er selber sagt aber, er töte nur, um sich zu wehren. Offiziell ist er aber als Mörder bekannt.
Der Geist eines von Gill Bastar getöteten Gangsters hat keine Ruhe gefunden, weil er nicht akzeptieren kann, dass Gill stärker ist als er. Er wünscht sich den sofortigen Tod von Gill Bastar und unternimmt deshalb alles, um ihn zu töten. In Form eines Geistes ist dies allerdings sehr schwierig. Sein Plan ist es, Gill zu einem Duell mit dem stärksten Kopfgeldjäger in der Gegend zu zwingen.
Deshalb schlüpft er in Gill Bastars Körper und kann ihn so manipulieren. Er bringt ihn dazu, den gefürchteten Kopfgeldjäger herauszufordern. Danach schlüpft er wieder aus Gills Körper und hofft, dass der Kopfgeldjäger das Duell gewinnt.
Als aber Gill Bastar das Duell doch noch für sich entscheiden kann, muss der Geist akzeptieren, dass Gill der Stärkere ist, und verschwindet.

## Kurzgeschichtenband
Wanted! ist gleichzeitig auch der Titel des Kurzgeschichtenbandes, in dem die 5 besten Kurzgeschichten von Eiichiro Oda abgedruckt sind. Dieser Kurzgeschichtenband ist 1998 in Japan bei Jump-Comics erschienen und 2006 in Deutschland bei Carlsen Comics.
Folgende Kurzgeschichten sind in Wanted! abgedruckt:
- Wanted! (1992)
- Kami kara mirai no present (1993)
- Itsuki yakou (1993)
- Monsters (1994)
- Romance Dawn (1994)